# Богдановка (Старошайговский район)
Богда́новка — село, центр сельской администрации в Старошайговском районе.

## История
Расположено на речке Ожге, в 7 км от районного центра и 80 км от г. Саранска. Основано в 1820 г. действительным статским советником Платоном Богдановичем Огарёвым, который назвал село по имени своего отца, Богдана Ильича. В «Списке населённых мест Пензенской губернии» (1869) Богдановка — деревня владельческое из 32 дворов Инсарского уезда.
По материалам переписи 1913 г., в селе было 50 дворов (267 чел.); просодранка, маслобойка, земская школа.
В 1930 году был создан колхоз «Факел», позднее — им. Чапаева, с 1992 года — племзавод им. Чапаева, с 1996 года — СХПК «Богдановский».
В современной инфраструктуре села — средняя школа, детсад, фельдшерско-акушерский пункт, Дом культуры, магазин, типовая автомастерская, автозаправочная станция. В Богдановскую сельскую администрацию входят д. Новая Теризморга (Ожга; 94 чел.), Хитровка (73), Павловка (22), Никольская Саловка (69), где провёл детство писатель И. А. Салов и сохранился архитектурный памятник — Спасская церковь (1842; иконостасы работы И. К. Макарова).

## Население
| 2002 | 2010 |
| ---- | ---- |
| 528  | ↗543 |

## Источник
- Энциклопедия Мордовия, И. И. Шеянова.